# Alien Zombie Death
Alien Zombie Death is een shoot'em up-computerspel van PomPom Games uit 2010 voor PlayStation Network.

## Gameplay
In het spel neemt de speler de rol aan van Spaceman, die de mijnen moet zien te verdedigen tegen hordes zombies.
Het spel bestaat uit 14 levels, waarbij elk level bestaat uit meerdere platforms met gevaren. De speler kan medailles verdienen door het voltooien van uitdagingen, zoals munten verzamelen of een bepaald soort aliens uitroeien. Deze medailles worden gebruikt om latere levels vrij te spelen.

## Ontvangst
Het spel ontving positieve recensies. Zo prees IGN het grafische gedeelte, de gameplay en uitdaging. Ook Edge en Eurogamer waren positief over de gameplay. Op recensieverzamelaar Metacritic heeft het spel een score van 76%.

## Varia
Het spel is opgenomen in het boek 1001 Video Games You Must Play Before You Die van Tony Mott, versie 2013.